# Kurtjaloj

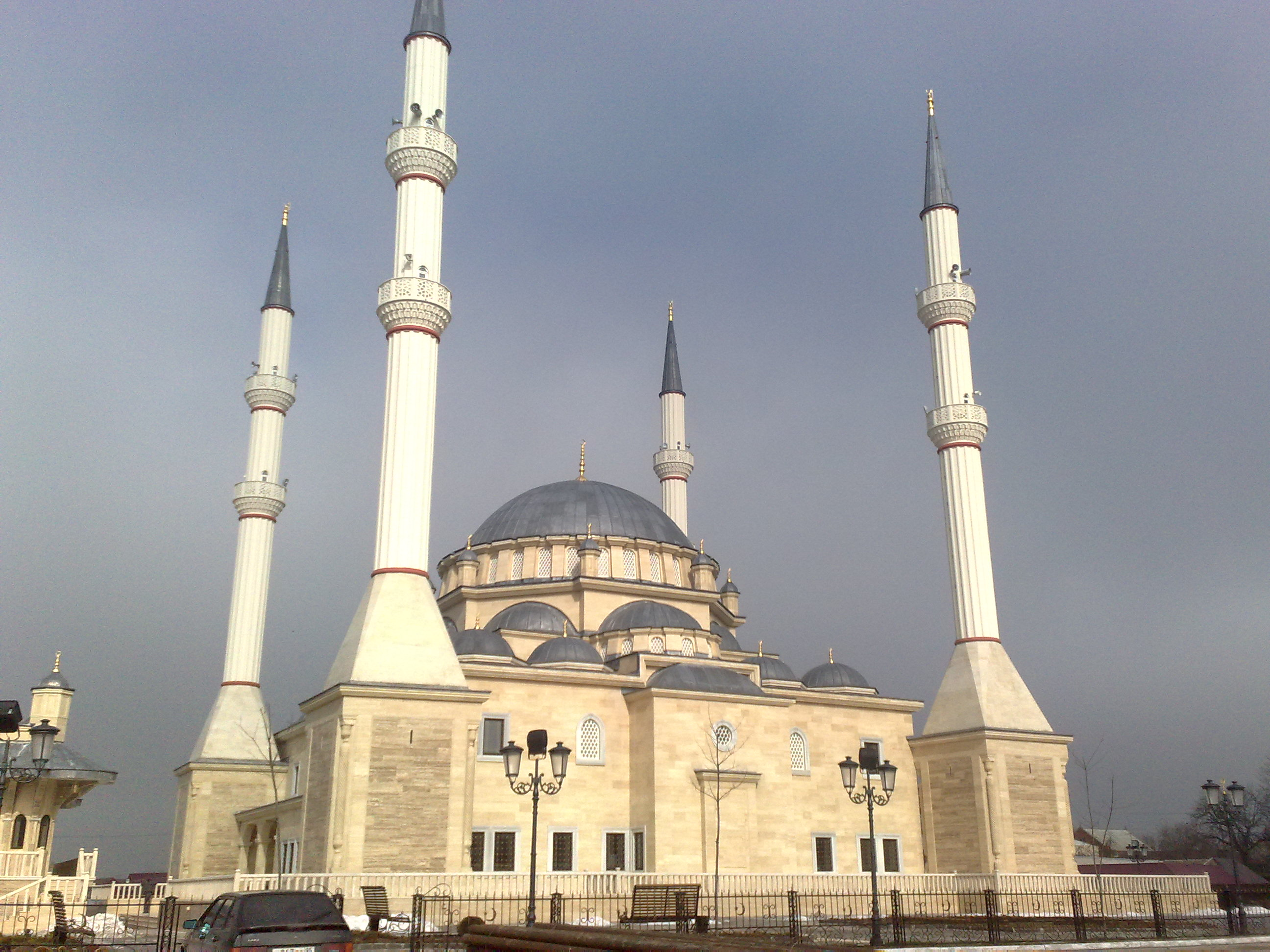
Moské i Kurtjaloj.

Kurtjaloj (ryska Курчалой) är en ort i Tjetjenien i Ryssland. Folkmängden uppgick till 24 469 invånare i början av 2015.